# Tom Xander
Tom Xander, född i Wolverhampton, är en brittisk skådespelare.
Xander har bland annat medverkat i TV-serien The Larkins. Han har även medverkat i filmerna Jolt och Seneca.

## Filmografi (i urval)
- 2021 – Jolt
- 2021 – The Larkins (TV-serie)
- 2023 – Seneca